# 糖尿病の治療
糖尿病の治療（とうにょうびょうのちりょう）では、糖尿病患者における血糖の調節を行う治療行為について述べる。
血糖コントロールの目標は、糖尿病性昏睡や低血糖を起こすことなく、正常な代謝状態を目指し糖尿病慢性期合併症を予防することである:21。

## 概要
- 糖尿病の治療は病因、または重症度（進行度）によって異なる。あまり進行していない2型糖尿病においては食事療法と運動療法が選択される[1]:22。
- 治療の目標は高血糖に起因する代謝異常を改善することに加え、糖尿病に関連する合併症や併発症の発症や伸展を抑制し、患者のQOLや健康寿命を健康な人と変らないレベルまで維持することである[1]:21。
- 糖尿病は現在の内科的な保存的治療では治癒しない疾患であるが、外科手術により寛解に至ることがある。
- 食事療法、運動療法でコントロールがつかない場合は経口血糖降下薬、インスリンといった薬物を使用する[1]:22。
- 治療効果判定は血糖値に準ずるパラメータ（血糖値、HbA1c等）で行うこととなっている[1]:25。

## 目標
初期糖尿病の治療で重要なのが、食事療法と運動療法である。高血糖ストレスによるインスリン分泌細胞の疲弊、死滅が進行する前に開始することが望ましい。耐糖能異常（IGT）の段階から生活習慣の修正や体脂肪減量を行うことが糖尿病患者の発生を防ぐために推奨されている。体脂肪の中でも内臓脂肪の減量が重要とされ、インスリン抵抗性を解除し、高血糖状態からインスリン分泌低下の悪循環を和らげることができる。これは糖尿病の進行がどの段階でもいえることである:31,57。糖尿病の診断がつく前、いわゆる境界型糖尿病の段階から行うべき治療である。特にIGTでは大血管障害のリスクが高いため積極的な治療が必要と考えられており、生活習慣の改善が推奨される一方で、ビグアナイド薬やαグルコシダーゼ阻害剤(以下αGI薬と表記)といった経口血糖降下薬も効果があるといわれている。
糖尿病の治療は食事、運動といったインスリン抵抗性を改善させる治療からインスリンといった血糖を下げるものなど様々なものがあるが、合併症予防という観点では治療効果判定は血糖コントロールの良否で行う場合が多い。
糖尿病のコントロール状態は食前または食後血糖値、またHbA1c（ヘモグロビンエーワンシー）を測定することで評価する。HbA1cは、ヘモグロビンにブドウ糖が結合したもので、過去1〜2ヶ月の平均的な血糖値を反映する。一方、グリコアルブミンは過去数週間の血糖変化と、食後血糖を反映する検査値である。
実際の治療目標は、血糖値に関して理想的には食前110mg/dL以下（近年、アメリカでは100mg/dL以下を推奨している）、食後140mg/dL未満を目標とする。HbA1cに関しては、日本糖尿病学会の「熊本宣言2013」で、血糖正常化を目指す際の目標：6.0%未満、合併症予防のための目標：7.0%未満、治療強化が困難な際の目標：8.0%未満と定められた。臨床研究によると、HbA1cが6.5%をこえたり、食後血糖値が180mg/dLを越えると、その後の合併症の危険度が増大することがわかっている。 一方、細小血管合併症においては血糖コントロール閾値は認められていない。
| 疾病管理目標       | 血糖正常化                                              | 合併症予防 | 治療強化困難                                            |
| ------------------ | ------------------------------------------------------- | ---------- | ------------------------------------------------------- |
| HbA1c管理目標値    | 6.0未満                                                 | 7.0未満    | 8.0未満                                                 |
| 社会・心理状態     | モチベーション高 実行度高 病識・理解度高 自己管理能力高 |            | モチベーション低 実行度低 病識・理解度低 自己管理能力低 |
| 経済・支援状態     | 充分                                                    |            | 不充分                                                  |
| 低血糖リスク       | 低                                                      |            | 高                                                      |
| 2 型糖尿病罹患期間 | 短                                                      |            | 長                                                      |
| 余命               | 長                                                      |            | 短                                                      |
| 細小血管症         | 無                                                      |            | 高度，重篤                                              |
| 大血管症           | 無                                                      |            | 既往有                                                  |
| 併発疾患           | 無                                                      |            | 複数，重篤                                              |

糖尿病患者はインスリンそのものの分泌のタイミングが健康な人よりも遅いことが多いか、分泌されても感受性が低下しているため、食前よりも食後の高血糖を起こしやすく、なおかつ血糖降下薬を用いてもコントロールが難しい（一日の血糖平均値は低下する）。食後数時間のみが高血糖状態であることを「隠れ糖尿病」と表現することもある。一日のうち数時間のみが高血糖でも、長い年月にわたりその状態が継続すると、通常の糖尿病と同様に合併症発生のリスクにさらされる。このようにとりわけ食後の血糖値をいかにして正常範囲に保つかが、今後の糖尿病の合併症予防の課題といえる。
経口薬の開始はインスリンの適応から外れていることが前提である。そのためインスリンの適応から示す。またどうような治療をした場合も管理目標は日本糖尿病学会のガイドライン:25 では合併症予防のための目標としてHbA1c < 7%、食後2時間の血糖値 < 180 mg/dLとしている。国際糖尿病連合の「食後血糖値の管理に関するガイドライン」 では、食後2時間で血糖値 < 140 mg/dLとなるよう推奨している。
HbA1cが極めて高い場合、HbA1c 8.0%までは速やかに下げても良いが、それ以後はゆっくりと血糖値を下げていく必要がある。急速で厳格な血糖値の低下によって逆に低血糖の発生や網膜症の進展・増悪をきたす場合があるためである。高血圧も高血糖に次ぐ網膜症のリスク要因である。

## 食事療法
糖尿病治療の基本はエネルギーの制限や食品の選択である。日常の生活強度に合った食事をする必要がある。目安としては、デスクワークの多い成人男性では、1500kcal〜1600kcal（約20単位）ということになる。ここでは糖尿病の中心的な学会によるガイドラインのみに言及し、詳細は糖尿病の食事療法の項に譲る。
国際糖尿病連合は、糖尿病の非薬物治療には低いグリセミック指数の食品を挙げており、これは全粒穀物などがあてはまる。日本の糖尿病学会は2013年に、たんぱく質の腎臓への影響による糖尿病合併症への懸念から、炭水化物は通常の食事摂取基準で示される50〜60%程度の比率を推奨している。

## 運動療法
医師の指導に従って、自分に適した運動メニューを作り実行する。いきなり激しい運動をするのは避け、徐々に運動を習慣づけるのがよい。筋への糖取り込み率を高め、インスリン抵抗性を改善する働きもある。

### 運動療法のメカニズム

#### インスリン非依存性の糖の取り込み
運動療法が細胞にグルコースを取り込ませ、血糖値を低下させるメカニズムは次のとおりである。運動が持続するとアデノシン三リン酸（ATP）が消費されてアデノシン二リン酸（ADP）が蓄積する。蓄積されたADPはアデニル酸キナーゼ（AMPキナーゼ）によってATPとアデノシン一リン酸（AMP）へ変換される。AMPは、AMPキナーゼに結合してこれを活性化する。活性化されたAMPキナーゼは、通常はインスリンにしか反応しないインスリン感受性のグルコーストランスポーターであるGLUT4を膜の表面へ移動させ、グルコースを骨格筋内の細胞に取り込む作用がある。この運動によるグルコース取り込みはインスリンによる取り込みとは関係しない。このことから、1型糖尿病であっても、発症初期にはインスリン非依存状態で食事療法と運動療法で良好な血糖値が得られる場合がある。

#### 糖の取込み促進とインスリン抵抗性の改善
肝細胞は、食後直後に肝臓の重量の8 %（大人で100-120 g）までのグリコーゲンを蓄えることができる。骨格筋中ではグリコーゲンは骨格筋重量の1-2 %程度の低い濃度でしか貯蔵できない。筋肉は、体重比で成人男性の42%、同女性の36%を占める。このため体格等にもよるが大人で300g前後のグリコーゲンを蓄えることができる。グリコーゲンホスホリラーゼは、グリコーゲンをグルコース単位に分解する。グリコーゲンはグルコースが一分子少なくなり、遊離するグルコース分子は グルコース-1-リン酸となる。グルコース-1-リン酸が代謝されるには、ホスホグルコムターゼによってグルコース-6-リン酸に変換される必要がある（詳細はグリコーゲンホスホリラーゼを参照のこと）。肝臓はグルコース-6-ホスファターゼを持ち、解糖系や糖新生でできたグルコース-6-リン酸のリン酸基を外すことができる。こうしてできたグルコースは血液中に放出され、他の細胞に運ばれる。グルコース-6-ホスファターゼは、グルコースの恒常性維持のための役割をもつ肝臓と腎臓で見られ、網状組織内部原形質の内膜に存在する（詳細はグルコース-6-ホスファターゼを参照のこと）。肝臓と腎臓以外の筋肉ではこの酵素を含んでおらず、グルコース-6-リン酸のリン酸基を外してグルコースに変換できないために細胞膜を通過することができず（詳細はグルコース-6-リン酸を参照のこと）、筋肉中のグリコーゲンは他臓器でグルコースとして利用することができず、筋肉自らのエネルギー源として使用される。経口的に摂取された糖の2-3割は骨格筋で利用されると言われているが、骨格筋の糖消費が十分でない場合には食後の血糖が上昇することとなる。このため、運動によるグリコーゲンの消費は骨格筋の糖取り込みを直接刺激するとともに、インスリン感受性も増強させる。また、継続的な運動により肥満が解消されれば、さらにインスリン抵抗性の改善につながる。

## インスリン療法
インスリン療法としては強化インスリン療法とその他の治療法に分けられる。インスリン療法の基本は健常者にみられる血中インスリンの変動パターンをインスリン注射によって模倣することである。健常者のインスリン分泌は基礎インスリン分泌と、食事後のブドウ糖やアミノ酸刺激による追加インスリン分泌からなっている。これをもっともよく再現できるのは強化インスリン療法であるが、手技が煩雑であるのがネックである。今後の糖尿病管理も強化インスリン療法を行うのなら、患者教育なども行い導入する価値はあるが、手術や処置で一時的に経口血糖降下薬を用いられないという場合、生活スタイルから強化インスリン療法を行うのが不可能な場合はその他の療法が選択される。
インスリン依存状態、高血糖性の昏睡、重度の肝障害や腎障害を合併し食事療法でコントロールが不十分なとき、重篤な感染症や全身管理が必要な外科手術の際、糖尿病合併妊婦にはインスリン療法の絶対的適応となる。 二型糖尿病では、食事療法、運動療法、及びインスリン以外での薬物療法によっても良好な血糖コントロールが得られない場合や、高血糖による糖毒性を解除する目的でインスリン療法が行なわれる:94。
インスリン療法を受けている人は、そうでない人に比べて死亡率が高い。複数の血糖降下薬及びインスリンによる治療を受けた患者の治療グループごとの比較研究では、インスリン単独療法は進行性の心不全の合併が認められた二型糖尿病患者の死亡率の上昇と関連することが示された。この研究では結果の解釈においては治療グループ間の基礎的な病態の違いを考慮する必要があるとしている。インスリンの強制的な分泌を促すスルホニル尿素薬療法でも死亡率上昇と関連があった。インスリン療法を受けている患者は、そうでない人と比べて有害転帰も有意に多い。
高血糖とインスリン抵抗性は、糖尿病におけるアテローム性動脈硬化の変化と大血管合併症の発症に寄与する。インスリンは、アテローム生成効果および細胞分裂促進効果を持つ成長因子であり、アテローム性動脈硬化性血管疾患の発症を促進する。
内因性高インスリン血症は、糖尿病でない人の癌の発生率の上昇に関係する。インスリンには、内因性細動脈一酸化窒素経路を介して血管拡張を誘発する作用がある。インスリンによる血管拡張作用は、内皮における一酸化窒素の放出によって発揮される。生体内で一酸化窒素の産生を阻害すると、骨格筋にてインスリンが媒介することによる血管拡張を妨害し、それによってインスリン抵抗性を誘発し、ブドウ糖の取り込みは抑制される。糖尿病、高血圧、インスリン抵抗性は慢性腎臓病の主な原因であり、高い頻度で末期の腎臓疾患へと発展する。
2002年から2015年にかけて、韓国におけるデータベースを使用した研究では、インスリン療法を受けている患者はインスリン療法を受けていない患者に比べて、心血管疾患(Cardiovascular Disease)で死亡する危険性が高いことが示された。この研究ではインスリン療法を受けている患者の併存疾患、インスリン抵抗性／分泌能、血糖変動や低血糖の発生の影響について指摘し、インスリン療法を受けている患者の心疾患保護の介入の必要性を提言している。2008年に発表された研究では、糖化ヘモグロビン濃度を正常な数値まで下げることを目標とした集中治療（ヘモグロビン濃度を6.0未満にする）を実施し、これを3.5年間続けた結果、目標の数値まで下げることはできたが、患者の死亡率は上昇し、心血管事故の発生率は低下しなかった。この無作為化研究では、糖化ヘモグロビン濃度の中央値が8.1%の患者10,251人（平均年齢62.2歳）が、集中治療と標準治療（7.0から7.9にする）を受ける群に割り当てられた。主要転帰については、非致死性心筋梗塞、非致死性脳卒中、心血管疾患による死亡の複合であった。集中治療群に割り当てられた患者の死亡率が高いことが判明したため、3.5年の追跡調査のあとに集中治療は中止された。

### 適応
- 絶対的適応
  - インスリン依存状態であるとき
  - 糖尿病性昏睡（糖尿病性ケトアシドーシス、高浸透圧高血糖症候群、乳酸アシドーシス）であるとき
  - 重症の肝障害、腎障害を合併する時
  - 重症感染症、外傷、中等度以上の外科手術（全身麻酔施行例など）のとき
  - 糖尿病合併妊娠（妊娠糖尿病で食事療法だけでは良好な血糖コントロールが得られない場合も含む）
  - 中心静脈栄養時の血糖コントロール
- 相対的適応
  - インスリン非依存状態の例でも著明な高血糖（例えば、空腹時血糖値250mg/dL以上、随時血糖値350mg/dL以上）を認める場合。
  - 経口薬療法では良好な血糖コントロールが得られない場合（スルホニルウレア剤の一次無効、二次無効など）
  - やせ型で栄養状態が低下している場合
  - ブドウ糖毒性を積極的に解除する場合
- 適応外：インスリンの適応から外れた場合は、軽症か重症かによって治療方法が若干異なる。

### BOT療法
食事療法・運動療法に加えて経口血糖降下薬を使用しても血糖コントロールが不良の場合、BOT（Basal Supported Oral Therapy）を採用する場合がある。経口血糖降下薬に加えて持効型インスリンを1日1回注射することで、血糖値の推移を全般的に低値に誘導することが可能で、糖毒性を解除し、膵臓の負担を和らげることができる。膵臓β細胞の機能が回復してくると、食事による血糖値の上昇も抑制されると期待される。

### 強化インスリン療法
強化インスリン療法とは、インスリンの頻回注射、または持続皮下インスリン注入（CSII）に血糖自己測定（SMBG）を併用し、医師の指示に従い、患者自身がインスリン注射量を決められた範囲で調節しながら、良好な血糖コントロールを目指す方法である。基本的には食事をしている患者では、各食前、就寝前の一日四回血糖を測定し、各食前に超速効型インスリン、就寝前に持効型インスリンの一日四回を皮下注にて始める。オーソドックスなやり方としては各回3〜4単位程度、一日12〜16単位から始める。量を調節する場合は2単位程度までの変更にとどめた方が安全である。

### その他の療法
基礎インスリン分泌が保たれているような患者では、速効型（または超速効型）インスリンの毎食前3回注射など強化インスリン療法に準じた注射方法がある。また頻回のインスリン注射が困難な患者や強化インスリン療法が適応とならない患者では混合型または中間型の一日1回〜2回投与という方法もある。具体的にはNを朝食前に一回打ちにしたり、混合型製剤を朝食前、夕食前の2回打ちにし、食後血糖を抑えるためαグルコシターゼ阻害薬を併用した入りするなどがオーソドックスといわれている。病棟などではインスリンスライディングスケールという方法をとることがある。これは各食前の血糖値に基づいてその時にうつインスリンを決定するという方法であり、短期間ならば良いが血糖の変動を激しくするので避けたほうが良い。このような投与法でもインスリン量は0.2単位/kgにて開始し、0.5単位/kgまで増量可能である。中間型を2回打ちする場合は朝:夕を2:1または3:2の比率とすることが多い。中間型インスリンが一日10単位以上の場合は一日二回と分けることが多い。
食事をしないIVHの患者では高カロリー輸液にRを混ぜることもある。この場合はグルコース10gにつきR1単位から始めて血糖を測定から至適量を決めていく。

### 糖尿病緊急症のときのインスリンの使用
糖尿病性ケトアシドーシスや非ケトン性高浸透圧性昏睡の場合、インスリンを投与することがある。糖尿病性緊急症を疑ったら、まずは1〜3Lの生理食塩水を静注し、血清カリウム値が3.3mEq/L以上であることを確かめてからインスリンを0.15単位/kg（体重67kgの患者で10単位）静注する。以後は0.1単位/kg/hrにて点滴静注する。血糖が250〜300 mg/dL、HCO3 > 18、pH > 7.3になるまで続ける。インスリン投与にて低カリウム血症となるためカリウムを補充する必要がある。これはインスリンがカリウムを消費することと糖尿病性緊急症の時はアシドーシスがあるためカリウムが高めに測定されるということの二つの理由で説明できる。

### 注意点
インスリン療法の絶対的適応例では入院による導入が望ましいといわれているが、相対的適応例におけるインスリン療法の開始や経口血糖降下薬からの切り替えの場合は外来で行うことが多い。この際、インスリン量の調節のため外来を頻回にすることで対処することが多い。外来での導入に関しての危険性を評価するには
- ケトーシスがないこと。
- 感染症や悪性腫瘍といった高血糖の原因となる他の疾患が存在しないこと
- 網膜症（特に福田分類でBとなるもの）、腎機能低下といった進行した糖尿病慢性合併症が存在しないこと。
- 食事療法、インスリン注射、血糖自己測定といった自己管理能力があること

を確認することが望ましい。これらに該当するようならば糖尿病専門医がいる施設や教育入院を用いないと外来でのコントロールは危険である。
インスリン療法では注意するべきことがいくつかある。インスリンの導入では皮下注射を自分で行えなければならない、血糖自己測定（SMBG）ができなければならない。シックデイの対応、低血糖の対応といった問題を克服しなければ自宅では行うことができない。入院中は看護師の管理によって教育が不十分でも管理可能だが、退院前にこれらの教育がなされていなければ大きな事故につながりかねない。
特に気をつけることが低血糖の対応である。低血糖発作は初期ならばブドウ糖を摂取することで改善できる。しかしこのあと、低血糖になったからということで次の投与のインスリンを自己判断でスキップしてしまう場合が多い。低血糖が起こった場合は責任インスリンの調節をし再発予防を行わないと意味がないのでこういったことには十分留意する。
インスリン療法を開始すると膵機能が回復してくることがある。この目安はインスリン必要量の低下によって判断する。この場合はインスリン療法を中止できることもある。
αGIなどの経口血糖降下薬の中にはインスリンと併用できるものもある。SU剤で二次無効となったとき、内服薬を中止せず就寝前に持効性インスリンを投与することで糖毒性が解除されSU薬の効果が再び現れることもある。

### 肥満によるインスリン抵抗性増大例
BMIが25を超えて軽症糖尿病である場合、肥満によるインスリン抵抗性による可能性が高いと考えられる。そのため肥満の解消が最優先事項となる。そのためには食事療法、運動療法が重要なのは言うまでもない。そして経口血糖降下薬を用いるのなら肥満を助長しない薬であることが望ましいと考えられる。その後の治療効果判定が難しくなるからである（たとえば、血糖値は下降傾向になったが太りましたという結果にしても、改善傾向ではない可能性がある）。インスリン分泌促進薬は副作用として体重増加がよく知られているため、この時点ではふさわしくないためそれ以外の薬を用いるべきである。体重に対する影響としてはビグアナイド薬が不変から減少傾向、αGI薬は不変、チアゾリジン誘導体は効果が出る場合は浮腫の副作用以外に体重が若干増加する傾向が知られている。
以上のことを踏まえるとまずはビグアナイド薬、塩酸メトホルミン（メルビン）からはじめ、副作用の胃腸障害によって服薬困難であればαGIやチアゾリジン誘導体に切り替える。また心不全の既往があればメルビン、アクトスともに適応外となるためベイスン、グルコバイといったαGIを処方するという流れが考えられる。ただし、適応外さえ守ればこれらのくすりはどれを使ったから明らかに悪いということはない。定期的にフォローアップし、効果判定をしていくことが大切である。特にアクトスは全く効果がない場合もある（量が足りないのかといったところで悩む）ので、思い切った変更が必要である。

### やせ型、インスリン分泌低下による食後高血糖例（かくれ糖尿病も含める）
こういった症例も1990年代はSU薬での治療が主流であった。作用機序からも明らかであるように食後高血糖（インスリンの追加分泌の初期分泌能の低下）はαGIや速効型インスリン分泌促進薬スターシスやグルファストがよい適応となる。SU薬はインスリンの基礎分泌を高める薬であり、追加分泌を促す作用はない。そのため食後高血糖が低下するように基礎分泌をあげてしまうと空腹時に低血糖となり、空腹感を覚え過食となり治療がうまくいかないこともあった。歴史的にはこういった背景もあり、速効型インスリン分泌促進薬スターシスは販売開始となったのだが、皮肉なことにこのような血糖値のパターンの患者でもSU剤にてコントロール良好となった例ではスターシスやグルファストは効果があまり良くないということが明らかになった。そのためスターシスは当初、現場では効かない薬と思われていた。2008年現在は血糖値の変化パターンは同一だがスターシスが効果的な場合とSU薬が効果的な場合が存在し、治療を行うまで区別することはできないと理解されている（実際には食事、運動療法が全くできていない効果がないことも多々あり、生活習慣病治療の難しいところである）。
以上のことを踏まえるとこういった症例では第一選択としてスターシスを用いて、効果不十分ならばスターシスとグルコバイ、ベイスンの併用療法、それでも効果がなければ薬効が低めのSU剤、具体的にはグリミクロンを用いるといった方法が考えられる。
注意すべきことはほぼ同じ作用機序であるにもかかわらず、SU薬はインスリン基礎分泌のみを上昇させ、ナテグリニド（スターシス）はインスリン追加分泌のみを上昇させる。基礎分泌と追加分泌両方が足りないということは多々あるのだが、保険診療上SU薬とナテグリニドの併用は認められていない。併用したいときはナテグリニドをαGIで代用することとなっている。

### 重症糖尿病の場合
具体的には HbA1c ＞ 8% である場合のアプローチを考える。この場合重症度には相当な幅があるため、まずはインスリンの適応に入るのかどうかを検討する。インスリンの適応がなければ経口血糖低下薬の出番である。HbA1c ＞ 8%となるくらいの高血糖の場合は追加分泌障害も存在する可能性があるが基本的には基礎分泌が足りていないためSU薬は良い適応となる。SU薬を少量から開始し、血糖値の減少を見ながら徐々に増量していく。アマリールであったら1〜2 mg/day,オイグルカンであったら1.25〜2.5 mg/dayあたりから開始することが多い。効果不良例では最も薬効の強いSU剤であるオイグルカン5.0 mg（分1、分2問わない）あたりまで増加させるが、ここまでやって効果不良の場合SU剤の増量よりも多剤併用療法に切り替えた方がうまくいくことが多い。SU剤にて全く効果がない場合を一時無効といい、インスリンの適応となる。はじめは効果があったのに徐々に効果がなくなっていくことを二次無効という。原因としては食生活の乱れ、肥満の悪化、膵臓β細胞の疲弊（持続的な高血糖にさらされると膵臓β細胞の破壊が進行することが知られている）が考えられる。基本的には効果判定は食事、運動を踏まえた生活歴と体重、血糖値の2〜3か月の推移にて判断する。2次無効と判断した場合はまずは2剤併用療法を行う。問題点として肥満によるインスリン抵抗性の増大を考えるのならビグアナイド薬メルビンやチアゾリジン薬アクトス、インスリン初期分泌の障害が気になるのならαGI薬であるグルコバイといった具合に軽症糖尿病時と同様の考え方で2剤目を選ぶ。この状態で3ヶ月ほどで効果判定を行い、さらに効果不良であれば3剤併用療法となる。これでも効果不十分ならばいよいよインスリン導入ということとなる。インスリンの導入では皮下注射を自分で行えなければならない、血糖自己測定(SMBG)ができなければならない。シックデイの対応、低血糖の対応といった問題が生じてくるので、この段階になる前に説明しておくことが望ましい。重要なことはインスリン治療を開始することで膵臓のインスリン分泌能が回復してきて、経口血糖降下薬すら不要になることがあること（一生インスリンを打ち続けなければならないということではない）、食事運動療法が上手くいっていなければ教育入院を機会に改善できる可能性があるということである。コントロール不良も食事、運動療法をせず高血糖持続で体重減少となるとかなりひどい状態が考えられる（こういった状態で食事、運動をしっかりやりましたと平気でいう患者もいる、定期的にフォローしている患者ならばおかしいことに気がつけるが、初診でたまたま来た患者がこのような状態であると判断できない）が、体重が増えて血糖値が高値というのはインスリン自体は分泌されているのでインスリン導入にて改善の見込みはある場合がある。設備のある病院ならばインスリン分泌能、インスリン抵抗性を客観的に測定するべきである。

## GLP-1受容体作動薬
リラグルチド(Victoza)、エキセナチド（BYETTA、Bydureon）、リキシセナチド(Lyxumia)はGLP-1受容体作動薬である。GLP-1は腸管で生成されるホルモンで、インスリン分泌・グルカゴン抑制効果を示し血糖値を低下させる。GLP-1受容体作動薬はGLP-1受容体に結合しこれらの作用を引き起こすほか、血糖が比較的低いときにはこれらの作用が弱まるため結果として低血糖の副作用が少ないとされる。これまでに、メトホルミン+スルホニルウレア製剤でも至適な血糖コントロールを得られなかった方（ピオグリタゾンを加えるのでないならインスリンを使用するしかないような状況）において、インスリン・グラルギンとほぼ同じだけの効果を示す等有用性が高いことを示す研究結果が得られている。ただし、長期的な副作用などは十分調べられている訳ではない。欧米ではもともと一日二回の注射薬として認可されたが、週1回の大量投与でも非劣性を証明している。
現在、日本では上記3薬が用いられており、ビデュリオンは週一回投与型である。経口剤･経鼻剤など、後続のGLP-1受容体作動薬の開発も続けられている。

## 経口血糖降下薬

### DPP-4阻害薬
◯◯gliptinといった名称の薬物で、GLP-1受容体作動薬と同様にインスリン分泌増加、グルカゴン分泌抑制効果を示す。DPP-4は上記のGLP-1、ならびにGIPを分解する酵素なので、この酵素の作用を阻害することでGLP-1の効果を増強する。DPP-4阻害薬は、注射薬であるGLP-1受容体作動薬とは異なり経口薬であるという大きなメリットがある。
2009年12月11日にシタグリプチン（商品名 ジャヌビア・グラクティブ）が日本で上市された。アメリカとヨーロッパが本年一月に発表した共同声明によれば、DPP-4阻害薬・GLP-1受容体作動薬のいずれもまだ十分検証がなされていないので、慎重に選択された状況でのみ使用すべきであると勧告されている。

### SGLT2阻害薬
ナトリウム依存性グルコース輸送担体2（sodium-dependent glucose transporter 2; SGLT2）は主に腎臓の近位尿細管で、原尿からのブドウ糖の再吸収を担っている。SGLT2阻害薬はこの再吸収を阻害することで高血糖状態を改善する。
フロリジンを基本骨格に開発され、◯◯gliflozinといった名称の薬物で、イプラグリフロジン(製品名:スーグラ)、トホグリフロジン(デベルザ、アプルウェイ)、ダパグリフロジン(フォシーガ)、ルセオグリフロジン(ルセフィ)、カナグリフロジン(カナグル) エンパグリフロジン（ジャディアンス）が薬価収載されている。
またカナグリフロジンとテネリグリプチンの合剤(製品名 カナリア)も上市されている。

## 手術療法
- 現在日本において保険適応手術となっているのは、高度肥満者における（K656-2）腹腔鏡下胃縮小術（スリーブ状切除によるもの） 36,410点である。

肥満手術を受けた患者の、2年目および15年目の糖尿病寛解状態の割合は、それぞれ72%と30%であった。一方内科的加療を受けた患者では16%と6%であった。